# الینا بورن

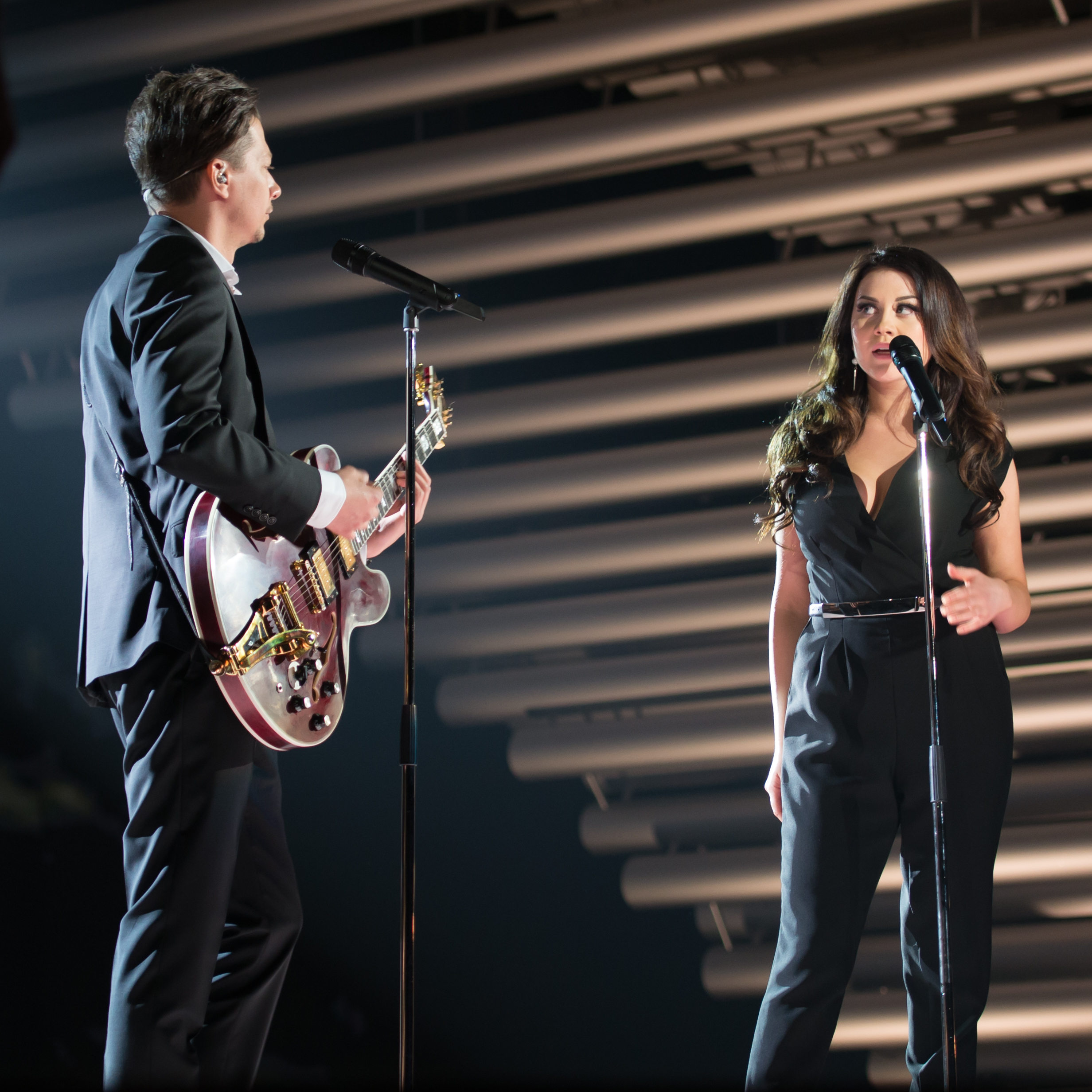
الینا بورن به همراه استیگ راستا مسابقه آواز یوروویژن ۲۰۱۵

الینا بورن (انگلیسی: Elina Born؛ زادهٔ ۲۹ ژوئن ۱۹۹۴) یک خواننده پاپ اهل استونی است. وی از سال ۲۰۱۲ میلادی تاکنون مشغول فعالیت بوده‌است.
وی به همراه استیگ راستا در مسابقه آواز یوروویژن ۲۰۱۵ نماینده کشور استونی بوده و در جایگاه هفتم قرار گرفت است.

## آلبوم‌ها
- الینا بورن (۲۰۱۵)

## تک‌آهنگ
- "Enough"
- "Miss Calculation"
- "Mystery"
- "خداحافظی به دیروز" (به‌همراه استیگ راستا)